# Bossneeuwhoen
Het bossneeuwhoen (Canachites canadensis, synoniemen: Falcipennis canadensis en Dendragapus canadensis) is een ruigpoothoen. Het geslacht Canachites is monotypisch.

## Leefwijze
Het bossneeuwhoen verplaatst zich gemakkelijk door bomen. Wanneer een roofdier nadert, blijft het bossneeuwhoen stil zitten totdat het roofdier op een paar meter afstand is, dan vlucht het bossneeuwhoen pas.

## Kenmerken
Bossneeuwhoenders worden ongeveer 38-43 cm lang. Mannetjes wegen 550-650 g en vrouwtjes 450-550 g. Qua kleuren verschillen de mannetjes en vrouwtjes niet veel. Soms worden de vrouwtjes verward met Bonasa umbellus.

## Taxonomie
Het bossneeuwhoen heeft zes ondersoorten:
- C. c. osgoodi: Centraal Alaska en de Northwest Territories in Canada.
- C. c. atratus: rond de kust van zuidwest Alaska.
- C. c. canadensis: Canada: van centraal Alberta tot aan Labrador.
- C. c. canace: Maine, zuidwest Canada van Manitoba tot aan Nova Scotia.
- C. c. isleibi: zuidoost Alaska.
- C. c. franklinii: Brits-Columbia en de Rocky Mountains.

Deze soort komt voor op de taiga's van Noord-Amerika.